# Hannes Swoboda
Hannes Swoboda (n. 10 noiembrie 1946, Bad Deutsch-Altenburg) este un om politic austriac membru al Parlamentului European din anul 1996 din partea Austriei.